# Сальников Євген Анатолійович
Євген Анатолійович Сальников (нар. 4 жовтня 1957, м. Донецьк) — радянський та український актор, диктор, ведучий. Голос телеканалу «Перший», Заслужений артист України (2010).

## Життєпис
З 1985 працював диктором на донецькому телебаченні за запрошенням. З 1995 року працював у Києві на УТ-1, до 2005 був ведучим новин та аналітичних програм. Наразі є «бренд-войсом» «Суспільне».
З 2007 року був ведучим програми «Легенди карного розшуку», що виходили на телеканалі «НТН».
Знімався у серіалах «Легенди бандитської Одеси», «Легенди карного розшуку» та «Легенди бандитського Києва», де грав самого себе.

## Нагороди та відзнаки
- 2010 — Заслужений артист України[4]